# ملودی صفوی
ملودی نواب صفوی (زاده ۱۹۷۵ (میلادی) تهران) خواننده، نوازنده و ترانه‌سرای گروه موسیقی آبجیز و از مجریان و مترجمان پیشین بخش فارسی صدای آمریکا است. همسر او سامان اربابی تهیه‌کننده برنامه پارازیت است.

## فعالیت در گروه آبجیز
او در سال ۱۹۸۷ در سن ۱۲ سالگی ایران را ترک کرد و به سوئد مهاجرت کرد. او در سال‌های ۲۰۰۵، ۲۰۰۷ و ۲۰۰۹ به همراه خواهرش صفورا و برادرش صوفی در گروه آبجیز به ترتیب آلبوم‌های همه، بابات کیه؟ و Perfectly Displaced به سبک‌های راک و رگه منتشر کرد. در گروه آبجیز، ملودی صفوی خوانندگی و نوشتن اشعار را بر عهده دارد. صفوی مسلط به چهار زبان فارسی، انگلیسی، سوئدی و نروژی است.

## اخراج از صدای آمریکا
ملودی صفوی از مجریان و مترجمان بخش فارسی صدای آمریکا بود.
او ترانه‌ای سیاسی را به کمک همسرش سامان اربابی علیه حمله آمریکا به عراق به نام «دموکراسی» اجرا کرد، با فشار راستگراها و جمهوریخواهان از بخش فارسی صدای آمریکا اخراج شد. اما صفوی هم اقامه دعوا کرده و قاضی موافقت کرد تا این پرونده بررسی شود.